# Phaselis
Phaselis a fost un oraș antic grec în Licia, pe teritoriul Turciei de astăzi.